# Vasa Stajić
Vasa Stajić (Mokrin, 10. veljače 1878. – Novi Sad, 1947.), srpski filozof i pisac.
Studirao je filozofiju u Budimpešti, Parizu i Leipzigu, a diplomirao u Budimpešti. Propagirao je socijalističke ideje i predvodio Reformistički srpski nacionalni pokret mlade vojvođanske inteligencije. Izdavao je časopis "Novi Srbin" i "Prosveta". 
Zbog svojih ideja bio je često proganjan i osuđivan. Poslije rata je bio tajnik Matice srpske i urednik "Letopisa". Napisao je preko 20 knjiga od kojih su najpoznatije "Novosadske biografije" u šest svezaka, "Velikokikindski distrikt" i druge. Napisao je preko 100 znanstveno-stručnih rasprava. Osnovna škola u Mokrinu nosi njegovo ime.